# Інститут світової літератури імені Максима Горького
Інститут світової літератури ім. М. Горького — науково-дослідний інститут Російської академії наук, створений в 1932 році і розташований в колишній садибі князя Гагаріна в Москві.

16 квітня 1938 року увійшов до складу Академії наук СРСР, отримавши назву — «Институт мировой литературы имени А. М. Горького АН CCCP» (ИМЛИ).